# Antypsychiatria
Ten artykuł opisuje teorie, metody lub czynności niezgodne ze współczesną wiedzą medyczną.
Antypsychiatria – ruch społeczny i intelektualny oparty na poglądzie, że leczenie psychiatryczne jest częściej szkodliwe niż pomocne pacjentom. Wśród zastrzeżeń do psychiatrii wymieniane są m.in. stosowanie technik o małej skuteczności a dużej szkodliwości. Częściej jednak aktywiści skupiają się na filozoficznych i etycznych obawach dotyczących zarówno natury psychiatrii, jak i jej praktyk.
Ruch jest aktywny w różnych formach od około 200 lat. W latach 60. XX wieku zakwestionowano podstawy psychoanalizy i psychiatrii głównego nurtu, charakteryzując je jako represywne i kontrolujące. Wśród psychiatrów zwracających uwagę na ten problem byli m.in. Thomas Szasz, Timothy Leary, Giorgio Antonucci, R. D. Laing, Franco Basaglia, Theodore Lidz, Silvano Arieti oraz David Cooper. Inni zaangażowani w ruch to m.in. L. Ron Hubbard, Michel Foucault, Gilles Deleuze, Félix Guattari oraz Erving Goffman. David Cooper, psychiatra, jako pierwszy użył terminu "antypsychiatria" w roku 1967, a w 1971 roku napisał książkę Psychiatria i Antypsychiatria.
W latach 70. weszły nowe leki, zwłaszcza SSRI oraz SNRI, co sprawiło, że psychiatria stała się popularna. Pojawiła się też moda na psychoterapię. Antypsychiatria zgłasza następne problemy w miarę ich pojawiania się, zwłaszcza w kontekście relacji między świadczeniodawcami a pacjentami, nadal wpływając pozytywnie na podnoszenie standardów opieki medycznej i bezpieczeństwo pacjentów.

## Historia
Antypsychiatria powstała pod wpływem prac Gregory'ego Batesona o psychorodzinnym pochodzeniu schizofrenii, dekonstrukcji pojęcia „choroby psychicznej” przez Michela Foucaulta (Historia szaleństwa w dobie klasycyzmu, 1961), oraz prac Herberta Marcusego o społeczeństwie dobrobytu. Ogromny wpływ na antypsychiatrię miały poglądy psychiatry brytyjskiego, Ronalda Davida Lainga, który postrzegał chorobę psychiczną jako rodzaj doświadczenia ludzkiego (podróż). Etykietkę choroby psychicznej, jako pierwszy, odrzucił psychiatra południowoafrykański, David Cooper. Jej najbardziej reprezentatywnym przedstawicielem był inny psychiatra, Thomas Szasz. 
Główne poglądy antypsychiatrów można ująć w punktach:
- umysł nie jest organem cielesnym i dlatego nie może być chory,
- metody naukowe nie mogą wytłumaczyć subiektywnego odbiegania od normy zaburzeń umysłowych, ponieważ niemożliwa jest bezpośrednia obserwacja (procesów myślowych),
- zaburzenia umysłowe w najlepszy sposób mogą być tłumaczone czynnikami społecznymi, etycznymi lub politycznymi,
- etykietowanie jednostek określeniem „chory” jest sztucznym narzędziem wykorzystywanym przez społeczeństwo w celu utrzymania stabilności w obliczu wyzwań,
- terapia lekami i hospitalizacja są szkodliwe dla osób w ten sposób leczonych.

## Charakterystyka
Antypsychiatria głosi m.in., że pacjenci placówek psychiatrycznych nie są osobami chorymi, ale jednostkami, które nie przyjmują wartości i norm społecznych, obowiązujących w zachodnim społeczeństwie. Zwolennicy antypsychiatrii głoszą, że pojęcie „choroby psychicznej” jest narzędziem represji społeczeństwa wobec nonkonformistycznych jednostek.

## Stosunek do psychiatrii
T. Szasz oraz inni antypsychiatrzy uważali psychiatrię za pseudonaukę, głównie na podstawie filozofii nauki Karola Poppera. Prawdopodobnie najpełniejszą tego typu krytykę pod adresem psychiatrii zawarł Thomas Szasz w książce The Myth of Mental Illness (1960).

## Znaczenie ruchu
Wraz z rozwojem badań nad patogenezą chorób psychicznych, poglądy głoszone przez Szasza, Foucaulta i Scheffa'a na temat wątpliwości co do istnienia chorób psychicznych, nie zostały potwierdzone przy pomocy metod naukowych z zakresu epidemiologii, genetyki i psychofarmakologii. Wraz z rozwojem neuropsychologii odkryto zależności w funkcjonowaniu mózgu, o których wiedza była niedostępna w latach rozwoju antypsychiatrii. Wciąż jednak nieznane są biologiczne przyczyny chorób psychicznych, a stosowanie farmakoterapii bywa krytykowane przez naukowców jako nieskuteczne, lub wręcz szkodliwe. Postulaty antypsychiatrii wpłynęły na zmiany organizacyjno-prawne w lecznictwie psychiatrycznym w celu zmniejszenia możliwości stosowania psychiatrii jako narzędzia wykluczania ekonomiczno-politycznego. Nurt antypsychiatrii ujawnił połączenia pomiędzy polityką a psychiatrią. Uważa się, że antypsychiatria spowodowała zwiększenie zainteresowania pacjentem. Konsekwencją tej atmosfery było też ograniczenie możliwości leczenia wbrew woli. W Polsce, jako w jednym z ostatnich państw, uchwalono postulowane zmiany, umieszczając je w Ustawie o Ochronie Zdrowia Psychicznego w roku 1994.

## Przedstawiciele
Do najistotniejszych przedstawicieli i aktywistów ruchu antypsychiatrii należeli: Thomas Szasz, Erving Goffman, Thomas Scheff, Ronald David Laing, Giorgio Antonucci oraz David Cooper. Dr. Raj Persaud podkreślał znaczenie prewencji oraz samodzielnej higieny psychicznej. Kazimierz Dąbowski proponował alternatywną teorię wychodzenia z kryzysów psychicznych tzw. teorię Dezintegracji pozytywnej. Tomasz Witkowski zwraca uwagę m.in. na ignorowanie metody naukowej przez psychologię.

## Antypsychiatria w kulturze
- powieść Kena Keseya z 1962 roku pt. Lot nad kukułczym gniazdem (i jej ekranizacja)
- film w reżyserii Edwarda Żebrowskiego z 1978 roku pt. Szpital przemienienia (na podstawie powieści Stanisława Lema z 1948 roku pod tym samym tytułem)
- spektakl Teatru Telewizji w reżyserii Wojciecha Smarzowskiego z 2001 roku pt. Kuracja (na podstawie powieści Jacka Głębskiego z 1998 roku pod tym samym tytułem)